# شهرستان لیک (میشیگان)
شهرستان لیک، میشیگان (به انگلیسی: Lake County, Michigan) یک سکونتگاه مسکونی در ایالات متحده آمریکا است که در میشیگان واقع شده‌است.